# El ojo del Golem
El ojo del Golem es el segundo libro de la Trilogía de Bartimeo, escrita por Jonathan Stroud, cuyo primer libro es El amuleto de Samarkanda y el tercero, La puerta de Ptolomeo.

## Argumento
Han pasado dos años desde la conspiración de Lovelace, y Nathaniel ya ocupa un importante puesto en el Gobierno. Una criatura está aterrorizando Londres, y Nathaniel invoca a Bartimeo y le ordena averiguar qué es. Cuando Bartimeo regresa, medio muerto, le explica que es un Golem. Entonces los dos viajan a Praga para obtener información acerca de esta criatura, y se la suministran Arlequín y Kafka, pero mueren a cambio.
Paralelamente se narra la historia de la Resistencia, una organización en contra del Gobierno. Después de cometer algunos "atentados", deciden profanar la tumba de Gladstone, conquistador de Europa y fundador del Imperio Británico. Lo logran, pero en la tumba espera el efrit Honorio, encarnado con los huesos de Gladstone. Les da muerte a todos, salvo a Nick Drew, un cobarde que huye en cuanto huele el peligro sin ayudar a nadie, y del que no se sabe más, a Kitty Jones, protagonista de esta parte de la historia y a Clem Hopkins, miembro de la Resistencia, pero que no participa en la profanación. Kitty logra escapar con el bastón de Gladstone, encargo de un misterioso benefactor que les proporciona algunas armas para profanar la tumba, pero ella ignora el poder que este instrumento posee. El efrit Honorio sale de la Abadía de Westminster, donde se encuentra la tumba, y siembra el caos en Londres.
Cuando regresan Nathaniel y Bartimeo se encuentran con este panorama pero logran compaginar los asuntos del Golem y de Honorio. Bartimeo acaba con el efrit, y luego arrestan a Kitty y se encuentran con el Golem, que se dispone a matar a Nathaniel, pero Kitty le salva la vida, y acto seguido, escapa. Entonces el Golem, por obligación, se dirige hacia su dueño. Bartimeo y Nathaniel le siguen por las calles de Londres hasta llegar a Westminster Hall, donde, delante de Rupert Deveraux, el primer ministro, y de los demás ministros, se desploma a los pies de Henry Duvall, jefe de policía, delatándolo culpable. Se detiene a Duvall, que poco después se suicidará, y Nathaniel obtiene los honores que le corresponden.

## Ver
- Nathaniel (personaje)
- Bartimeo (personaje)